# Aristofanes
Aristofanes (grekiska Ἀριστοφάνης),(uttalas på svenska [aristå:’fanes]) född 445 f.Kr., död 385 f.Kr., var en grekisk komediförfattare från Aten.

## Biografi
Aristofanes tillbragte hela sitt liv i sin fädernestad: de yttre dragen av hans liv är för övrigt obekanta. Av hans verk framgår att han med livligaste intresse tog del i Atens upprörda politiska och kulturella liv under och efter det peloponnesiska kriget.
Utan att förlora sin karaktär av burleskt karnevalsupptåg blev komedin för honom ett vapen i de konservativa idéernas tjänst. Med oöverträffad hänsynslöshet anfaller han dels den atenska demokratins krigs- och stormaktspolitik, dels de samhälls- och religionsupplösande idéer han tror sig spåra i samtidens litteratur och vetenskap.
Aristofanes art av diktning dog med honom. Den nyare "attiska komedin", som blivit förebild för den moderna dramatiken anknöt istället till Euripides intrig- och karaktärsdrama. På senare tiders diktning har Aristofanes starkt tidsbundna verk endast sporadiskt övat något inflytande.

## Författarskap
Sammanlagt skrev Aristofanes 40 komedier. Av de elva titlar som bevarats har några blivit klassiker som spelas återkommande på teaterscener världen över. Hans första komedi skall ha uruppförts 427 f.Kr., medan den sista uppfördes så sent som 388 f.Kr. Pjäserna, som räknas till den attiska komedin, upplevs idag som frispråkiga och frodiga. Adjektivet aristofanisk som har avletts från diktarens namn betyder bitande, fyndig.
Aristofanes var aktiv motståndare till sofisterna. Aristofanes dramatik handlade mycket om företeelser i diktarens samtid. Den innehöll politiska kommentarer såväl som pikar mot andra diktare: politikern Kleon häcklades i Riddarna, i Molnen angreps Sokrates och även sofisterna, Grodorna var en satir över tragöden Euripides och hyllningar till Aischylos och Sofokles.
Ett av hans många kända ordspråk är ”den som inte intresserar sig för politik, riskerar att bli styrd av idioter”.

## Övrigt
Asteroiden 2934 Aristophanes är uppkallad efter honom.

## Bevarade verk
- Acharnerna 425 f.Kr.
- Riddarna 424 f.Kr.
  - Demagogerna: lustspel (översättning Carl August Hagberg, Palmblad, 1834)
  - Riddarne: lustspel (översättning Johan Fredrik Håhl, Beckman, 1898)
  - Riddarna (översättning Tord Bæckström, Forum, 1968)
- Molnen, 423 f.Kr.
  - Molnen: lustspel (översättning Johan Henrik Thomander, Georg Scheutz, 1826)
  - Molnen: lustspel (översättning Alarik Hallström, Almqvist & Wiksell, 1883)
- Getingarna 422 f.Kr.
  - Getingarna (översättning Tord Bæckström, Forum, 1962)
- Freden (komedi) 421 f.Kr.
  - Freden (översättning Tord Bæckström, Forum, 1962)
  - Freden (otryckt översättning av Göran O. Eriksson för Stockholms stadsteater 1987)
- Fåglarna 414 f.Kr.
  - Aristophanes' foglarne: lustspel (översättning Hjalmar Säve, 1869)
  - Fåglarne: lustspel (översättning Johan Fredrik Håhl, Linköping: Sahlströms bokhandel, 1892)
  - Fåglarna: lustspel med sång (tolkat från grekiskan för svensk scen av Hjalmar Gullberg och Ivar Harrie, Geber, 1928)
  - Fåglarna (översättning och radiobearbetning Hjalmar Gullberg och Ivar Harrie, Norstedt, 1936)
- Lysistrate 411 f.Kr.
  - Lysistrate: ett kvinnodrama (för svensk scen av Hjalmar Gullberg och Ivar Harrie, Geber, 1932)
  - Lysistrate (övers. av Hjalmar Gullberg och Ivar Harrie, radioarrangemang av Claes Hoogland, Sveriges radio, 1959)
  - Lysistrate (översättning Tord Bæckström, Forum, 1968)
  - Sexstrejk nu! sa Lysistrate (Aristofanes pjäs återberättad av Johan Werkmäster, bilderna ritade av Kristina Abelli-Elander, LL-förlaget, 2009)
- Thesmoforiafesten 411 f.Kr.
  - Kvinnornas sammansvärjning (översättning Tord Bæckström, Forum, 1957)
- Grodorna 405 f.Kr.
  - Grodorna (översättning Tord Bæckström, Forum, 1957)
- Kvinnornas folkförsamling 392 f.Kr.
- Rikedomen/Plutos 388 f.Kr.